# Dorfkirche Welbsleben

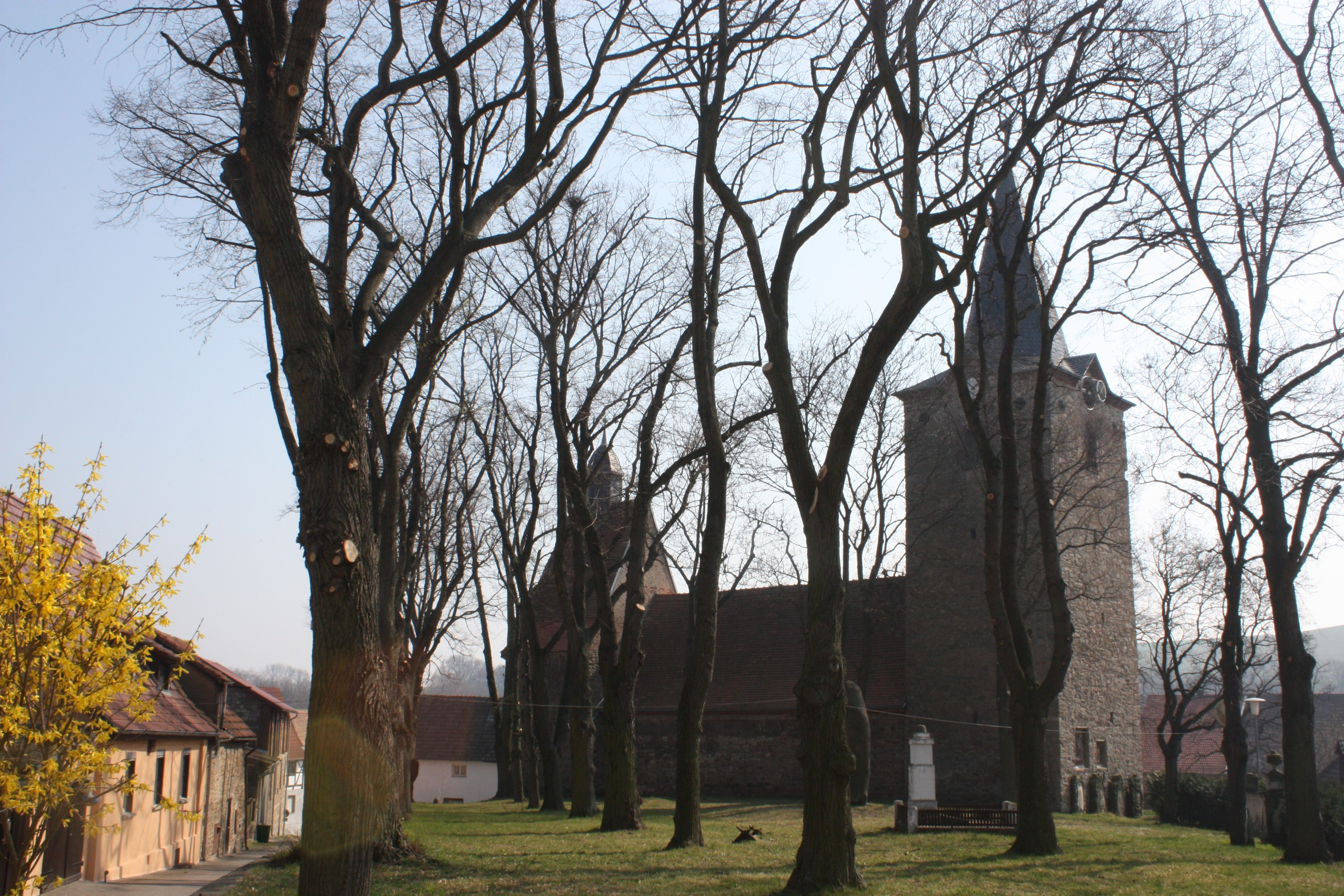
Kirche in Welbsleben

Die evangelische Dorfkirche Welbsleben befindet sich in Welbsleben, einem Ortsteil der Stadt Arnstein im Landkreis Mansfeld-Südharz in Sachsen-Anhalt. Sie steht unter Denkmalschutz und ist mit der Erfassungsnummer 094 65186 im Denkmalverzeichnis des Landes registriert.

## Beschreibung

### Gebäude
Das Kirchengebäude ist ein Saalbau aus Bruchsteinen mit einer Südvorhalle und einem Westquerturm sowie einem Chor mit 5/8-Schluss über einer Krypta. Der Turm und die Nordwand des Schiffs sind im Kern romanisch, der Chor stammt aus der Mitte des 14. Jahrhunderts. Das Schiff wurde um 1500 nach Süden auf die Chor- und Turmbreite erweitert. In der Südwand des Schiffs sowie im Chor befinden sich Maßwerkfenster. Der Chor besitzt Strebepfeiler sowie einen verschieferten Dachreiter. Der fünfgeschossige Turm verfügt über rundbogige Schallöffnungen und einen gebrochenen Spitzhelm. Restaurierungen am Bauwerk erfolgten in den Jahren 1719, 1896 und 1964.

### Innenraum und Ausstattung
Im Schiff befindet sich eine hölzerne Muldendecke sowie eine Orgelempore im Westen. Eine aus dem Jahr 1605 stammende, zweigeschossige Empore befindet sich an der Nordwand. Durch einen spitzbogigen Triumphbogen gelangt man zum erhöhten Chor. Der heute flachgedeckte Chor war ehemals gewölbt, erkennbar an Resten von Runddiensten in den Ecken. An der Chornordwand befinden sich eine Empore und eine spitzbogige Sakramentsnische. Diese stammt aus dem Ende des 15. Jahrhunderts. Die Farbglasfenster des Chors werden auf das Ende des 19. Jahrhunderts datiert. Ebenfalls über die Nordseite des Chors gelangt man zu einer Krypta mit einem Kreuzgewölbe über einem mittleren Achteckpfeiler. In der originalen Fassung befindet sich der Flügelaltar der Kirche. Dieser stammt aus der Zeit um 1470 bis 1480. Im Schrein des Altars befindet sich die Wurzel Jesse mit einer bekrönenden Halbfigur der Madonna im Strahlenkranz. Auf den in zwei Zonen geteilten Flügeln sind Reliefs der Verkündigung, der Heimsuchung sowie der Marienkrönung und der Anbetung des Kindes zu sehen. In der Predella befinden sich Halbfiguren der heiligen Maria Magdalena und eines heiligen Bischofs zu Seiten eines Kruzifixus. Die Flügelaußenseiten sind mit Szenen aus dem Leben des Joachim bemalt. Zu sehen sind die Abweisung des Opfers durch den Hohepriester, die Begegnung an der goldenen Pforte, die Verkündigung an Joachim und die Geburt Marias. Die Sandsteintaufe besteht aus einem achtseitigen Schaft mit einer darüber befindlichen Kuppa. Auf dem Schaft befinden sich akanthusgerahmte Inschriftkartuschen. Die Taufe ist auf das Jahr 1714 datiert. Aus der Mitte des 16. Jahrhunderts stammt die ebenfalls aus Sandstein gefertigte Kanzel. Deren gefelderter Korb befindet sich auf einem Rundpfeiler, in der mittleren Rundbogenblende ist das Relief des Gekreuzigten mit einem Stifterpaar angebracht. Über der Kanzel befindet sich ein geschnitzter Schalldeckel aus dem Jahr 1768. Im Gemeinderaum der Kirche befindet sich ein aus dem späten 15. Jahrhundert stammender hölzerner Kruzifixus.

## Grabmale und Epitaphe

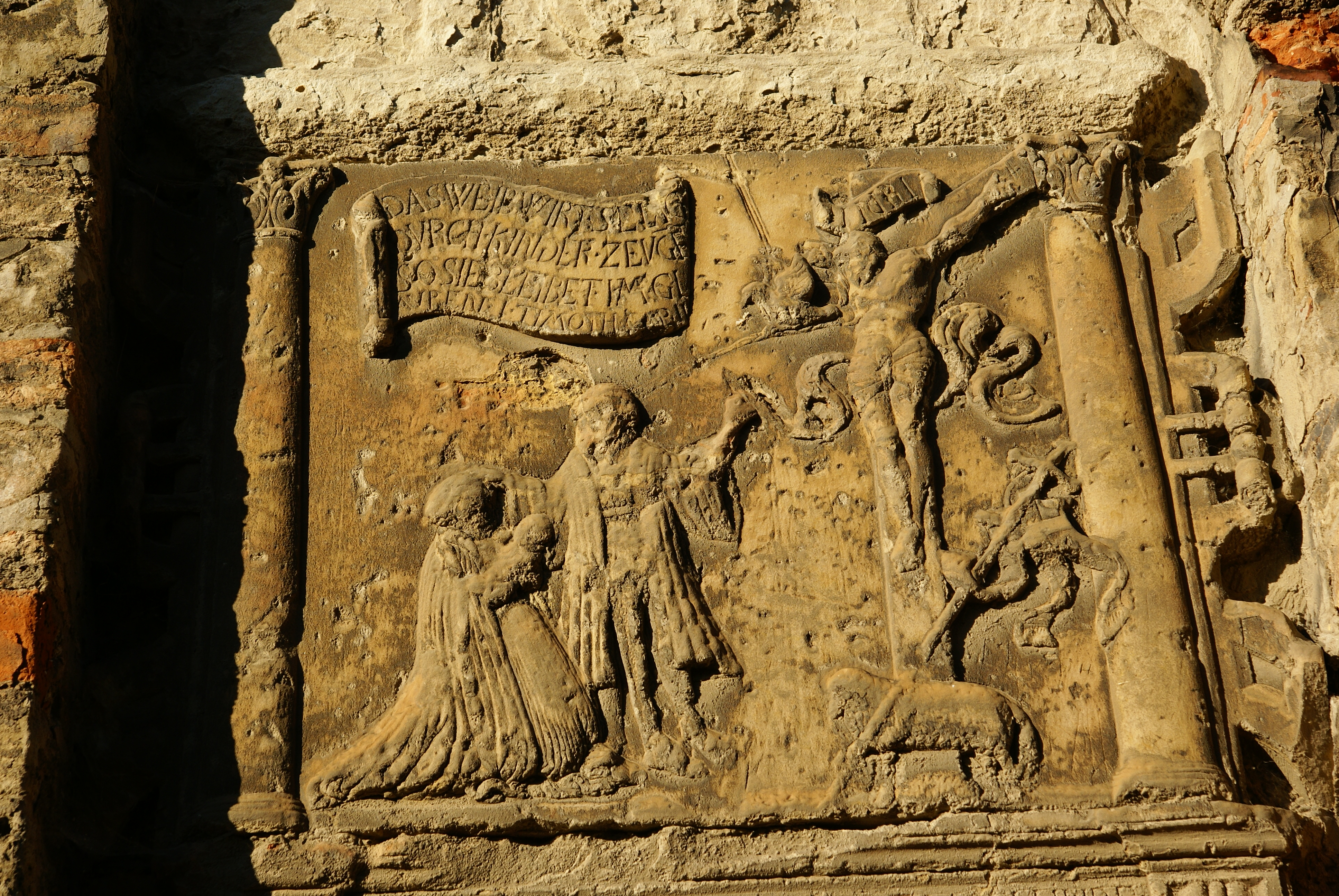
Dorfkirche Welbsleben, Epitaph von 1571

In der Südwand der kreuzgewölbten Vorhalle befindet sich ein mit Rocaillewerk versehenes Sandsteinepitaph aus dem Jahr 1757 für Dietrich Heidenfeld. An der Turmsüdwand ist ein Sandsteinepitaph der Elisabeth Luppen aus dem Jahr 1571 angebracht. Es zeigt das Relief einer knienden Frau mit Kind vor einem Kruzifix und Agnus Dei in einem Rechteckrahmen. Auf dem ehemaligen Friedhof stehen neun aus Sandstein gefertigte Inschriftgrabsteine aus den Jahren 1666 bis 1760. 